# Linia kolejowa nr 210

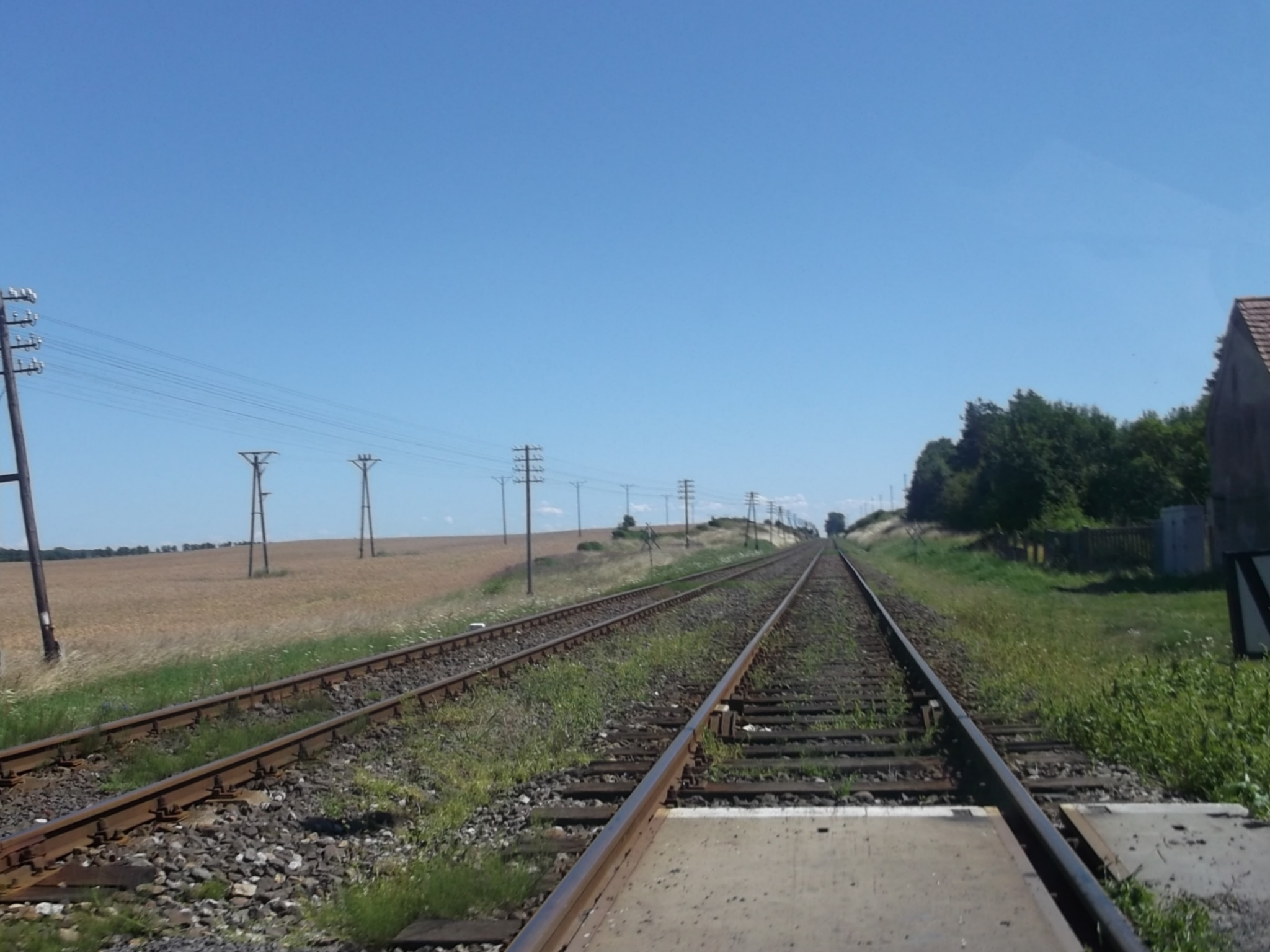
Linia w okolicach Czaplinka

Linia kolejowa nr 210 – pierwszorzędna, jedno- i dwutorowa, niezelektryfikowana linia kolejowa znaczenia państwowego łącząca Chojnice z Runowem Pomorskim przez Szczecinek, Złocieniec i Drawsko Pomorskie. Położona w granicach województw pomorskiego i zachodniopomorskiego oraz na obszarze działania PKP PLK Zakładów Linii Kolejowych w Szczecinie oraz Gdyni.

## Opis linii
- Kategoria linii: znaczenia państwowego
- Klasa linii:
  - C3:
    - -0,672 – 126,740
    - 148,800 – 149,730

  - D3 126,740 – 148,800
- Liczba torów[3]: 
  - dwutorowa na całej długości (z wyjątkiem odcinka Czarne – Szczecinek, gdzie drugi tor został zdemontowany w 1991 roku oraz odcinka w obrębie stacji Runowo Pomorskie)
- Sposób wykorzystania: czynna
- Elektryfikacja: brak
- Szerokość toru: normalnotorowa
- Przeznaczenie linii: pasażersko-towarowa

| odcinek linii | odcinek linii | pociągi pasażerskie | pociągi pasażerskie | szynobusy | szynobusy | pociągi towarowe | pociągi towarowe |
| km pocz.      | km końcowy    | Tor 1               |                     |           |           |                  |                  |
| –0,672        | 5,720         | 80                  | 80                  | 40        |           |                  |                  |
| 5,720         | 14,200        | 80                  | 100                 | 60        |           |                  |                  |
| 14,200        | 114,347       | 60                  | 80                  | 60        |           |                  |                  |
| 114,347       | 130,037       | 120                 | 120                 | 80        |           |                  |                  |
| 130,037       | 134,135       | 60                  | 80                  | 40        |           |                  |                  |
| 134,135       | 149,730       | 60                  | 80                  | 40        |           |                  |                  |
| km pocz.      | km końcowy    | Tor 2               |                     |           |           |                  |                  |
| -0,672        | 5,720         | 80                  | 80                  | 40        |           |                  |                  |
| 5,720         | 14,200        | 80                  | 100                 | 60        |           |                  |                  |
| 14,200        | 45,752        | 60                  | 80                  | 60        |           |                  |                  |
| 45,752        | 60,428        | odcinek jednotorowy |                     |           |           |                  |                  |
| 60,428        | 61,947        | 60                  | 60                  | 60        |           |                  |                  |
| 61,947        | 86,618        | 120                 | 120                 | 80        |           |                  |                  |
| 86,618        | 87,713        | 80                  | 80                  | 60        |           |                  |                  |
| 87,618        | 97,598        | 120                 | 120                 | 80        |           |                  |                  |
| 97,598        | 99,000        | 100                 | 100                 | 80        |           |                  |                  |
| 99,000        | 126,740       | 60                  | 80                  | 60        |           |                  |                  |
| 126,740       | 145,650       | 80                  | 120                 | 60        |           |                  |                  |
| 145,650       | 148,800       | 80                  | 100                 | 60        |           |                  |                  |
| 148,800       | 149,270       | 40                  | 40                  | 40        |           |                  |                  |

## Czas jazdy[5],[6]
Deklarowany czas przejazdu na odcinku z Chojnic do Szczecinka o dystansie 62 km przedstawia się następująco (wg rozkładu jazdy 2018/2019):
Pociąg regio nr 88273 z Chojnic do Słupska (62 km).
| Stacja     | Przyjazd | Odjazd | Czas postoju | Czas podróży   |
| ---------- | -------- | ------ | ------------ | -------------- |
| Chojnice   | –        | 15:42  | –            | 0              |
| Człuchów   | 15:56    | 15:56  | 30 s         | 14 min         |
| Czarne     | 16:25    | 16:25  | 30 s         | 43 min         |
| Szczecinek | 16:44    | –      | –            | 1 godz. 02 min |

Pociąg regio nr 88245 ze Szczecinka do Szczecina (odc. Szcz. – R.Pom. 88 km).
| Stacja            | Przyjazd | Odjazd | Czas postoju | Czas podróży |
| ----------------- | -------- | ------ | ------------ | ------------ |
| Szczecinek        | –        | 09:10  | –            | 0            |
| Czaplinek         | 09:37    | 09:38  | 1 min        | 27 min       |
| Złocieniec        | 10:04    | 10:04  | 30 sekund    | 56 min       |
| Drawsko Pomorskie | 10:16    | 10:17  | 1 minuta     | 1 h 08 minut |
| Runowo Pomorskie  | 10:41    | –      | –            | 1 h 31 minut |

Pociąg regio nr 88224 ze Szczecina Głównego do stacji Szczecinek (odc. Szcz. – R.Pom. 88 km).
| Stacja            | Przyjazd | Odjazd | Czas postoju | Czas podróży |
| ----------------- | -------- | ------ | ------------ | ------------ |
| Runowo Pomorskie  | –        | 13:09  | –            | 0            |
| Drawsko Pomorskie | 13:33    | 13:33  | 30 sekund    | 24 min       |
| Złocieniec        | 13:47    | 13:48  | 1 min        | 38 minut     |
| Czaplinek         | 14:04    | 14:04  | 30 sekund    | 55 minut     |
| Szczecinek        | 14:36    | –      | –            | 1 h 27 minut |

## Połączenia
Z roku na rok po linii kursuje coraz mniej pociągów. W rozkładzie jazdy 2018/2019 na odcinku z Chojnic do Szczecinka kursują trzy pary pociągów regio, w tym półtorej pary do/z Słupska, pół pary do Gdyni Głównej (pociąg TUR) oraz 1 para ze Szczecinka do Czarnego uruchamiana w dni robocze. Sezonowo w czasie wakacji w latach poprzednich uruchamiany był pociąg pospieszny "Bory Tucholskie" z Lublina do Kołobrzegu. Na odcinku ze Szczecinka do Runowa kursują 4 pary pociągów regio relacji Szczecinek – Szczecin i 1 para pociągów Runowo Pomorskie - Szczecinek.
Od 2022 r. czasem najintensywniejszych przewozów pasażerskich na linii jest przełom lipca i sierpnia, gdy na Lądowisku Czaplinek-Broczyno odbywa się Pol’and’Rock Festival. Wówczas stacja w Czaplinku staje się celem tysięcy festiwalowiczów, a rozkład jazdy jest wzmacniany ponad 20 dodatkowymi parami pociągów rel. Szczecinek - Czaplinek - (Runowo Pomorskie) - (Szczecin Główny).

## Rewitalizacja
14 października 2016 ogłoszono przetarg na nadzór nad rewitalizacją linii kolejowej nr 210 na odcinku Szczecinek - Runowo Pomorskie, wykonywanego z RPO Województwa Zachodniopomorskiego, natomiast 28 listopada 2016 roku ogłoszono przetarg na wykonanie prac projektowych i robót budowlanych na odcinku Szczecinek - Runowo Pomorskie. W ich wyniku prędkość maksymalna ma wynosić 120 km/h dla pociągów pasażerskich i autobusów szynowych z wyłączeniem stacji, gdzie będzie obowiązywać prędkość 100 km/h; przebudowany zostanie także nieczynny od 2002 roku tor nr 2 na odcinku Łubowo - Szczecinek, a wyjazd ze stacji Runowo Pomorskie ma przejść optymalizację prędkości. 17 lipca 2017 PKP PLK podpisały z przedsiębiorstwem NDI umowę na wykonanie tej inwestycji
. Prace zakończono w czerwcu 2021 roku. 
9 stycznia 2020 roku ogłoszono przetarg na rewitalizację toru 1 na odcinku Czaplinek - Złocieniec z budową nowych peronów na przystankach Czarne Małe, Żelisławie Pomorskie, Suliszewo Drawskie i Wiewiecko oraz, w ramach prawa opcji, na rewitalizację toru na odcinku Jankowo Pomorskie - Wiewiecko. W wyniku zaplanowanych prac prędkość pociągów pasażerskich wzrośnie do 120 km/h, a towarowych do 100 km/h. Prace będą wykonywane w ramach zadania Zaprojektowanie i wykonanie robót w ramach zadania pn.: „Rewitalizacja linii kolejowej nr 210 na odcinku Szczecinek – Runowo Pomorskie – Etap II. Prace na tym odcinku zostały zakończone w styczniu 2021 r.